# Запесоцкий, Александр Сергеевич
Алекса́ндр Серге́евич Запесо́цкий (род. 14 апреля 1954, Курск, СССР) — советский и российский педагог и культуролог. Кандидат педагогических наук (1986), доктор культурологии (1996), профессор, действительный член РАО (2008), член-корреспондент Российской академии наук (2011), заместитель председателя Санкт-Петербургского отделения РАН. Ректор (с 22 октября 1991 года) и  заведующий кафедрой философии и культурологии Санкт-Петербургского гуманитарного университета профсоюзов. Заслуженный деятель науки Российской Федерации (1999). Заслуженный артист Российской Федерации (2003).

## Биография
Родился 14 апреля 1954 года в Курске в семье юриста и актрисы.
Окончил физико-математическую школу № 6 в Курске (1970), Ленинградский институт точной механики и оптики (1976), аспирантуру Ленинградского государственного института культуры имени Н. К. Крупской (1986).
Работал диджеем на дискотеках.
Работал научным сотрудником в Государственном оптическом институте им. С. И. Вавилова. В 1986 году перешёл на работу в Высшую профсоюзную школу культуры (ныне — СПбГУП). В том же году под руководством С. Н. Артановского защитил диссертацию на соискание учёной степени кандидата педагогических наук по теме «Дискотека как форма организации досуга молодёжи» (специальность 13.00.05 — «Теория, методика и организация социально-культурной деятельности»). В 1996 году в СПбГУП защитил диссертацию на соискание учёной степени доктора культурологии по теме «Гуманитарная культура как фактор индивидуализации и социальной интеграции молодёжи» (специальность 24.00.01 — «Теория и история культуры»). Заведующий кафедрой философии и культурологии СПбГУП.
Член Президиума Российской академии образования.
Входит в редакционные коллегии журналов «Педагогика», «Литературная учёба», «Философия и культура», «Вопросы культурологии», «Поиск».
Соавтор изобретений в области оборонной космической техники и свыше 1700 научных и научно-популярных работ. Режиссёр и сценарист, создатель 30 научно-популярных фильмов и более 300 телепрограмм.
Автор и постановщик ряда городских массовых праздников.
Председатель Исполнительного комитета Конгресса петербургской интеллигенции. Заместитель председателя Совета ректоров Санкт-Петербурга.

### Научная деятельность
Научную деятельность начал с исследований в области физики и оборонной космической техники. Автор ряда «закрытых» публикаций и изобретений. С середины 1980-х годов его интересы концентрируются в сфере гуманитарного знания. В книгах «Музыка и молодёжь» (1988) и «Эта непонятная молодёжь: проблемы неформальных молодёжных объединений» (1990) исследует феномены массовой молодёжной культуры. Посвятил гуманитарной культуре монографию «Молодёжь в современном мире. Проблемы индивидуализации и социально-культурной интеграции» (1996). В 2008 году эта тема нашла переосмысление в книге «Образование и средства массовой информации как факторы социализации современной молодёжи».
С 1991 года в сферу интересов входят: цели образования, концепции образования, модели университетов. Заметной стала книга «Гуманитарная культура и гуманитарное образование» (1996). Намеченные в ней подходы были раскрыты в монографии «Образование: философия, культурология, политика» (2002), выпущенной Институтом философии РАН. Научное сообщество России признало данную книгу фундаментальным трудом, открывающим новые теоретические и практические горизонты: убедительно решена ключевая для отечественной системы образования постсоветского периода философская проблема выбора цели и построения концепции образовательной деятельности, предложена культуроцентристская модель образования. Сформулированные идеи были внедрены в деятельность СПбГУП и доказали эффективность на практике. Российская академия образования признала культуроцентристскую концепцию образования перспективнейшей для России в XXI веке. В 2007 году книга «Образование: философия, культурология, политика» была отмечена Премией правительства РФ.
Работа «Становление культурологической парадигмы» (2007), цикл статей последних лет в журналах «Вестник Российской академии наук», «Вопросы философии», «Человек», «Общественные науки и современность», «Социально-гуманитарные знания», «Философия и культура» и др. посвящены укреплению основ культурологии как самостоятельной отрасли научного знания, определению роли культурологии в формировании общенаучной картины мира, дальнейшей разработке парадигмального подхода к научному развитию.
Особое место занимают публикации, посвященные научному и нравственному наследию академика Д. С. Лихачёва: доклад на заседании ОИФН РАН, посвящённом 100-летию великого ученого, а также более 40 статей в ведущих гуманитарных журналах страны. Фундаментальный труд «Культурология Дмитрия Лихачёва» (2007) получил широкий общественный резонанс и признание научного сообщества России, отмечен Горьковской литературной премией.
Основатель своей научной школы, крупный организатор научных исследований. Международные Лихачевские научные чтения, бессменным организатором которых он является с 1993 года, получили широкую мировую известность. Своего рода антологией деятельности А. С. Запесоцкого стала книга «Философия и социология культуры» (2011).
За цикл публикаций о влиянии СМИ на молодёжь 20 апреля 2000 года был избран членом-корреспондентом, а 23 декабря 2008 года — академиком РАО по Отделению образования и культуры. 22 декабря 2011 года общим собранием Российской академии наук А. С. Запесоцкий был избран членом-корреспондентом РАН по Отделению общественных наук. С момента создания Санкт-Петербургского отделения (СПбО) РАН (2023) работает в данном отделении, является (с 2025) заместителем председателя СПбО.
С декабря 2014 года является колумнистом газеты «Комсомольская правда». Его колонка посвящена современному обществу и проблемам взаимоотношений в нём.
По данным сообщества «Диссернет», в ряде публикаций А. С. Запесоцкого имеются факты академической непорядочности.

### Общественная деятельность
В годы учёбы в Ленинградском институте точной механики и оптики — заместитель председателя спортклуба, затем — заместитель председателя профкома ЛИТМО, организатор общественной группы спасателей, обеспечивавших порядок в акватории Невы. Лично спас двух утопающих, награждён медалью «За спасение утопающих» (1974).
В 1980—1983 годах работал внештатным инструктором отдела науки Ленинградского обкома ВЛКСМ.
С начала и до середины 1980-х годов — популярный в молодёжной аудитории и кругах интеллигенции Ленинграда лектор по проблемам молодёжной культуры, ведущий программ ленинградского телевидения, лектор областного звена общества «Знание».
В 1996 году — доверенное лицо А. А. Собчака на выборах губернатора Санкт-Петербурга.
С середины 1990-х по 2002 год — автор цикла просветительских программ петербургского телевидения.
С 1998 по 2003 годы — член Совета по культуре при губернаторе Санкт-Петербурга.
В 1999 году по поручению Д. А. Гранина и Д. С. Лихачёва осуществлял организационное оформление Конгресса петербургской интеллигенции (среди учредителей также — Ж. И. Алфёров, К. Ю. Лавров, А. П. Петров, М. Б. Пиотровский), избран председателем Исполкома Конгресса.
В 2000 году — доверенное лицо В. А. Яковлева на выборах губернатора Санкт-Петербурга.
В 2000—2003 годах — член президиума Общественного совета Санкт-Петербурга.
В 2002—2003 годах — член Государственной комиссии по подготовке к празднованию 300-летия основания Санкт-Петербурга, генеральный директор Фонда содействия подготовке к 300-летнему юбилею Санкт-Петербурга. Отмечен медалью «300 лет Санкт-Петербургу».
В 2003 году назначен посланником Санкт-Петербурга по программе «Празднования 300-летия со дня основания Санкт-Петербурга».
С 2004 года — член Попечительского совета Благотворительного фонда «100 лет профсоюзного движения России».
С 2006 года — член Правления Российского детского фонда.
В 2008 году награждён грамотой губернатора Санкт-Петербурга за активное участие в оказании содействия избирательным комиссиям в подготовке и проведении выборов президента Российской Федерации в Санкт-Петербурге.
В 2009 году избран заместителем председателя Совета ректоров Санкт-Петербурга.
В 2012 году — доверенное лицо В. В. Путина на выборах президента Российской Федерации.

### Судебные процессы
В 2007—2009 годах участвовал в конфликте с рядом информационных агентств Санкт-Петербурга. 19 октября 2007 года в газете «Санкт-Петербургские ведомости» им была опубликована программная статья «Бриллианты — лучшие друзья девушек», в которой он фактически обвинил председателя Союза журналистов Санкт-Петербурга и Ленинградской области А. Д. Константинова в связях с криминальным сообществом и коррумпированности. Данная публикация повлекла за собой иск в защиту чести и достоинства, поданный Константиновым и встречный иск, поданный Запесоцким. Оба судебных разбирательства завершились не в пользу ректора СПбГУП. В тот же период Запесоцким были поданы судебные иски, вызванные рядом публикаций в СМИ, затрагивающих его персону и возглавляемый им вуз.
В 2009 году Союз журналистов Санкт-Петербурга и Ленинградской области выступил с крайне резким заявлением в адрес А. С. Запесоцкого, в котором обвинил ректора в попытке «разжигания в обществе социальной розни по профессиональному признаку и создания угрозы свободе слова и праву граждан на информацию». В связи с этим обращением прокуратура Петербурга под контролем Генеральной прокуратуры РФ была вынуждена начать проверку в связи с рядом публичных высказываний ректора. В качестве ответной меры доступ на территорию СПбГУП был закрыт для представителей ряда петербургских СМИ. Однако прокуратура не нашла в статьях Запесоцкого признаков разжигания розни к журналистам.

### Конфликты
Александр Запесоцкий регулярно попадает в центры скандалов, связанных с деятельностью Университета профсоюзов.
В 2014 году из Санкт-Петербургского гуманитарного университета профсоюзов произошло массовое отчисление студентов — около 150 человек. Отчисление было проведено открыто — в марте 2014 года на сайте вуза был размещен приказ о том, что отчисление производится «по совету администрации» студентов, «не соблюдающих дисциплину и неспособных к поведению на уровне университетских стандартов». При этом уточнялось, что будет уделяться особое внимание активности студентов в социальных сетях. Комментируя это массовое отчисление Запесоцкий назвал его «мягкой формой избавления от балласта». Одно из СМИ Санкт-Петербурга обвинило ректора вуза в нарушении статьи 29 Конституции России о свободе слова. В ответ университет подал в суд на это СМИ, добившись опровержения информации (компенсацию морального вреда получить не удалось).
В сентябре 2016 года на афише Санкт-Петербургского гуманитарного университета профсоюзов фотография студента с «восточными» чертами лица из Миасса была заменена на лицо молодого человека «славянской» внешности. Это заметил студент, чей портрет заменили, и написал об этом комментарий. В дело вмешался Уполномоченный по правам студентов в Российской Федерации Артём Хромов, который потребовал от ректора Запесоцкого извинений, пообещав, что в противном случае будет добиваться его отставки. В ответ ректор опубликовал на сайте вуза статью «Журналистика не должна быть ремеслом подонков», где назвал распространенную в СМИ информацию инсинуацией, в которой содержатся признаки возбуждения межнациональной розни. Пресс-служба вуза пообещала от имени университета, что будет добиваться возбуждения уголовного дела против журналистов, которые освещали этот случай.
В октябре 2019 года Комиссия РАН по противодействию фальсификации научных исследований не рекомендовала кандидатуру А. С. Запесоцкого к избранию академиком РАН по Отделению общественных наук в связи с нарушениями академической этики.

## Личная жизнь
Первый раз женился в 1979 году.
- Сын — Юрий (род. 1984), специалист в области брендинга, доцент кафедры рекламы и связей с общественностью СПбГУП[33].
- Вторая жена (в 2004[34]—2009 годах) — Наталия Ильенко, кандидат педагогических наук[35]
- Третья жена (фактическая) — Алина Данилевич[36].
- Дочь — Лиза (род. 06.03.2013)

## Научные труды

### Монография
- «Музыка и молодёжь» (1988);
- «Эта непонятная молодёжь: проблемы неформальных молодёжных объединений» (1990);
- «Гуманитарная культура и гуманитарное образование» (1996);
- «Молодёжь в современном мире. Проблемы индивидуализации и социально-культурной интеграции» (1996);
- «Образование: философия, культурология, политика» (2002);
- «Становление культурологической парадигмы»;
- «Дмитрий Лихачёв — великий русский культуролог». — СПб.: СПбГУП, 2007;
- «Культурология Дмитрия Лихачёва» (2007);
- «Образование и средства массовой информации как факторы социализации современной молодёжи» (2008);
- «Философия и социология культуры: избранные научные труды» (2011).
- «Культура: взгляд из России». — М.: Наука, 2014.
- Фигурант диссернета, как руководитель диссертаций с заимствованиями и автор публикаций с нарушением научной этики[37].

## Награды и звания
- Орден Александра Невского (12 апреля 2024 года) — за заслуги в научно-педагогической деятельности, подготовке высококвалифицированных специалистов и многолетнюю добросовестную работу[38].
- Орден Почёта (4 ноября 2022 года) — за заслуги в научно-педагогической деятельности, подготовке квалифицированных специалистов и многолетнюю добросовестную работу[39].
- Орден Дружбы (21 октября 1996 года) — за заслуги перед государством, успехи, достигнутые в труде, и большой вклад в укрепление дружбы и сотрудничества между народами[40].
- Медаль «За спасение утопающих».
- Медаль «В память 300-летия Санкт-Петербурга».
- Медаль К. Д. Ушинского.
- Золотая медаль РАО.
- Золотая медаль Льва Толстого Международной ассоциации писателей и публицистов (Париж).
- Почётный знак Министерства культуры Болгарии «Печать царя Симеона I».
- Заслуженный деятель науки Российской Федерации (22 декабря 1999 года) — за заслуги в научной деятельности[41].
- Заслуженный артист Российской Федерации (29 ноября 2003 года) — за заслуги в области и искусства[42].
- Лауреат премии Правительства Российской Федерации в области образования (2 августа 2007 года)[43].
- Премия Правительства Санкт-Петербурга в области образования (2010, 2016).
- премии им. Г. В. Плеханова РАН (2015, за монографию «Философия и социология культуры: избранные научные труды»)[44].
- Горьковская литературная премии (2007).
- Национальная премия «Лучшие книги и издательства года» в номинации «Наука» (2020).
- Почётный доктор пяти зарубежных университетов.
- Академик двух западноевропейских академий наук и искусств.
- Благодарность Президента Российской Федерации (5 апреля 2021 года) — за вклад в организацию и проведение мероприятий по увековечению памяти и празднованию 100-летия со дня рождения Д. А. Гранина[45].
- Именем Запесоцкого названа малая планета Солнечной системы № 6578.